# Weiherkuppe

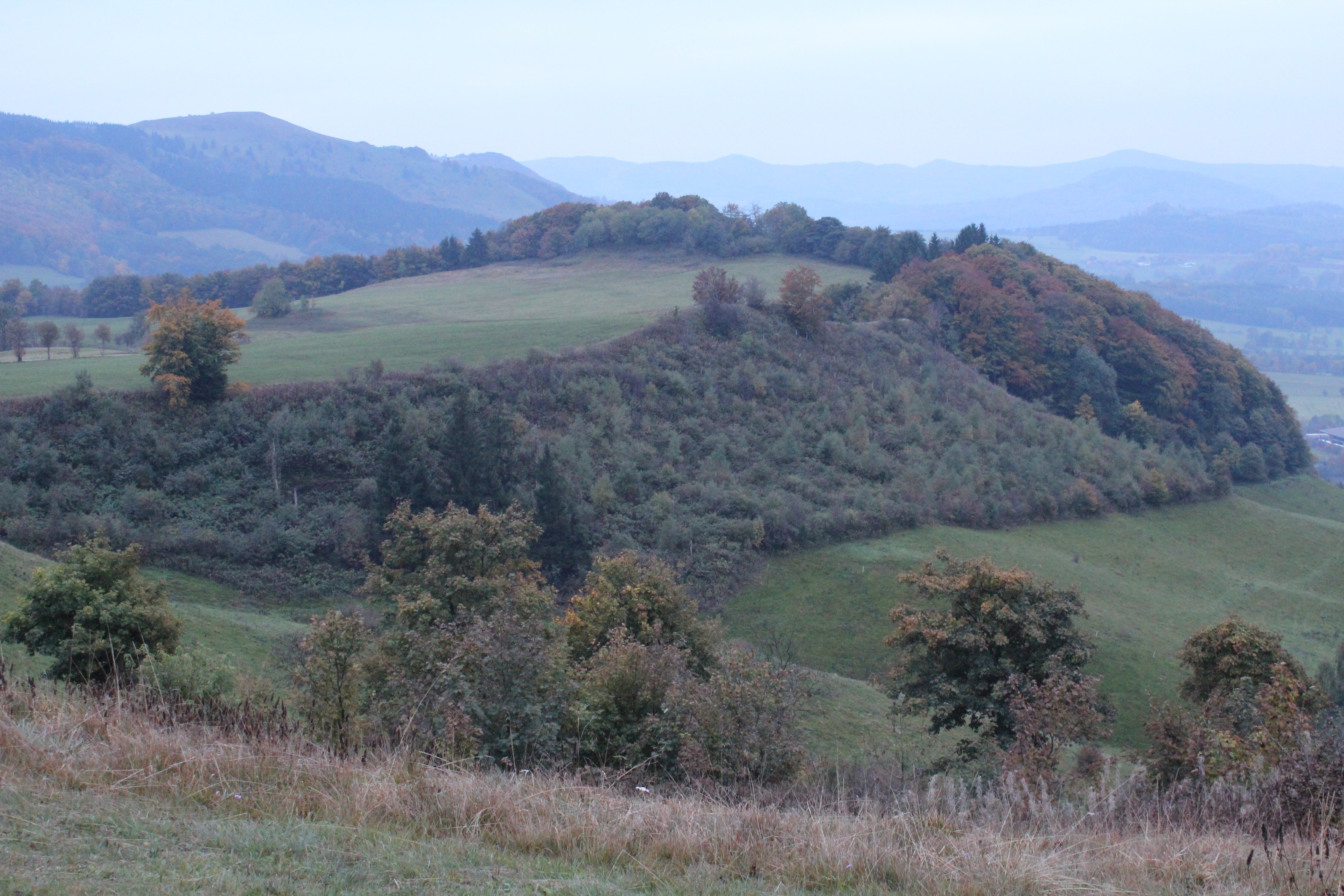
Blick vom Weiherberg südwärts zur Weiherkuppe; mit Pferdskopf, Eierhauckberg und Dammersfeldkuppe (hinten; v. l. n. r.)

Die Weiherkuppe ist ein 758,6 m ü. NHN hoher Berg in der Rhön. Sie liegt in der Wasserkuppenrhön bei Abtsroda und Dietges im hessischen Landkreis Fulda.

## Geographie

### Lage
Die Weiherkuppe erhebt sich im Naturpark Hessische Rhön und im Biosphärenreservat Rhön zwischen den Bergen Wasserkuppe im Südosten und Milseburg im Nordnordwesten. Ihr Gipfel liegt 0,9 km nordwestlich von Abtsroda, 0,7 km nordnordöstlich von Sieblos, 1,4 km östlich von Mittelberg und 1,2 km südöstlich von Grabenhof, vier Ortsteilen von Poppenhausen, sowie 2,3 km südwestlich von Dietges, einem Ortsteil von Hilders.
Fließgewässer, die auf der Weiherkuppe entspringen, sind das Schlichtwasser (Osten), das zum Einzugsgebiet der Ulster gehört, und der Weiherbergerbach (Süden), der zu jenem der Lütter zählt.

### Naturräumliche Zuordnung
Die Weiherkuppe gehört in der naturräumlichen Haupteinheitengruppe Osthessisches Bergland (Nr. 35), in der Haupteinheit Hohe Rhön (354) und in der Untereinheit Zentrale Rhön (354.1) zum Naturraum Wasserkuppenrhön (354.10), der sich im Wesentlichen südöstlich des Berges ausbreitet. In den sonstigen Himmelsrichtungen leitet die Landschaft in die zur Haupteinheit Vorder- und Kuppenrhön (353) zählende Untereinheit Westliches Rhönvorland (353.1) über.

## Schutzgebiete
Auf der Weiherkuppe liegen das Naturschutzgebiet Weiherkuppe bei Sieblos (CDDA-Nr. 555546335; 1989 ausgewiesen; 9,88 ha groß) sowie Teile des Landschaftsschutzgebiets Hessische Rhön (CDDA-Nr. 378477; 1967; 410,1096 km²) und des Vogelschutzgebiets Hessische Rhön (VSG-Nr. 5425-401; 360,8013 km²). Nahe liegen Teile des Fauna-Flora-Habitat-Gebiets Hochrhön (FFH-Nr. 5525-351; 48,0962 km²), auf dem Weiherberg im Norden, und des FFH-Gebiets Vorderrhön (FFH-Nr. 5325-305; 36,904 km²), bis an den Ostfuß reichend. Im Rahmen des Biosphärenreservats Rhön liegt die Kernzone Weiherkuppe auf dem Berg.

## Verkehr, Wandern und Freizeit
Etwas nordwestlich vorbei an der Weiherkuppe führt durch die Weiler und Ortschaften Mittelberg, Grabenhof und Dietges die Bundesstraße 458; an der Straße liegt am Gebirgspass Grabenhöfchen (685 m), nordwestlich vom benachbarten Weiherberg, der Wandererparkplatz Grabenhöfchen. In Dietges zweigt von der B 458 die etwas östlich des Berges nach Abtsroda verlaufende Landesstraße 3068 ab; von dieser zweigt dort die etwas südwärts des Berges durch Sieblos und Tränkhof und dann weiter nach Poppenhausen führende L 3307 ab.
Östlich vorbei am Berg verläuft, die Quelle des Schlichtwassers passierend, im Bereich zwischen der Milseburg, dem Weiherberg, Abtsroda und der Wasserkuppe ein gemeinsamer Abschnitt der europäischen Fernwanderwege E3 und E6. Der Südwesthang des Berges, oberhalb von Sieblos, ist Startplatz für Paraglider.